# Henryk Ritterman
Henryk (Chaim) Ritterman (ur. 13 marca 1885 w Krakowie, zm. 9 lipca 1940 tamże) – polski architekt i przedsiębiorca żydowskiego pochodzenia, działający w Krakowie.

## Życiorys
Był dzieckiem Berla oraz Estery Reizel Enoch. Studiował na Politechnice Wiedeńskiej. Praktykował w kilku miastach, m.in. w Krakowie. Od 1920 posiadał licencję budowniczego. Współpracował z Adolfem Siódmiakiem i Edwardem Kreislerem. W latach 20. otworzył firmę handlową Domat zajmującą się sprzedażą materiałów budowlanych. Należał od 1933 do Stowarzyszenia Humanitarnego „Solidarność” B’nei B’rith. Został pochowany na Nowym Cmentarzu Żydowskim.

## Dzieła
- 1925 niezrealizowany projekt kamienicy przy alei Słowackiego 56 w Krakowie
- 1926-1929 kamienica przy ul. Lea 15 w Krakowie
- 1927-1930 willa przy ul. Skwerowej 29 w Krakowie
- 1928-1929 kamienica przy ul. Starowiślnej 87 w Krakowie
- 1928-1929 willa przy ul. Brodowicza 14 w Krakowie (obecnie Narzymskiego 22)
- 1929-1930 willa przy ul. Lotniczej 6 w Krakowie
- 1929-1930 willa przy ul. Kasprowicza 11 w Krakowie
- 1931 kamienica przy ul. Wawrzyńca 41 w Krakowie
- 1933-1934 kamienica przy ul. Urzędniczej 42 w Krakowie
- 1936-1938 kamienica przy ul. Bujwida 10 w Krakowie

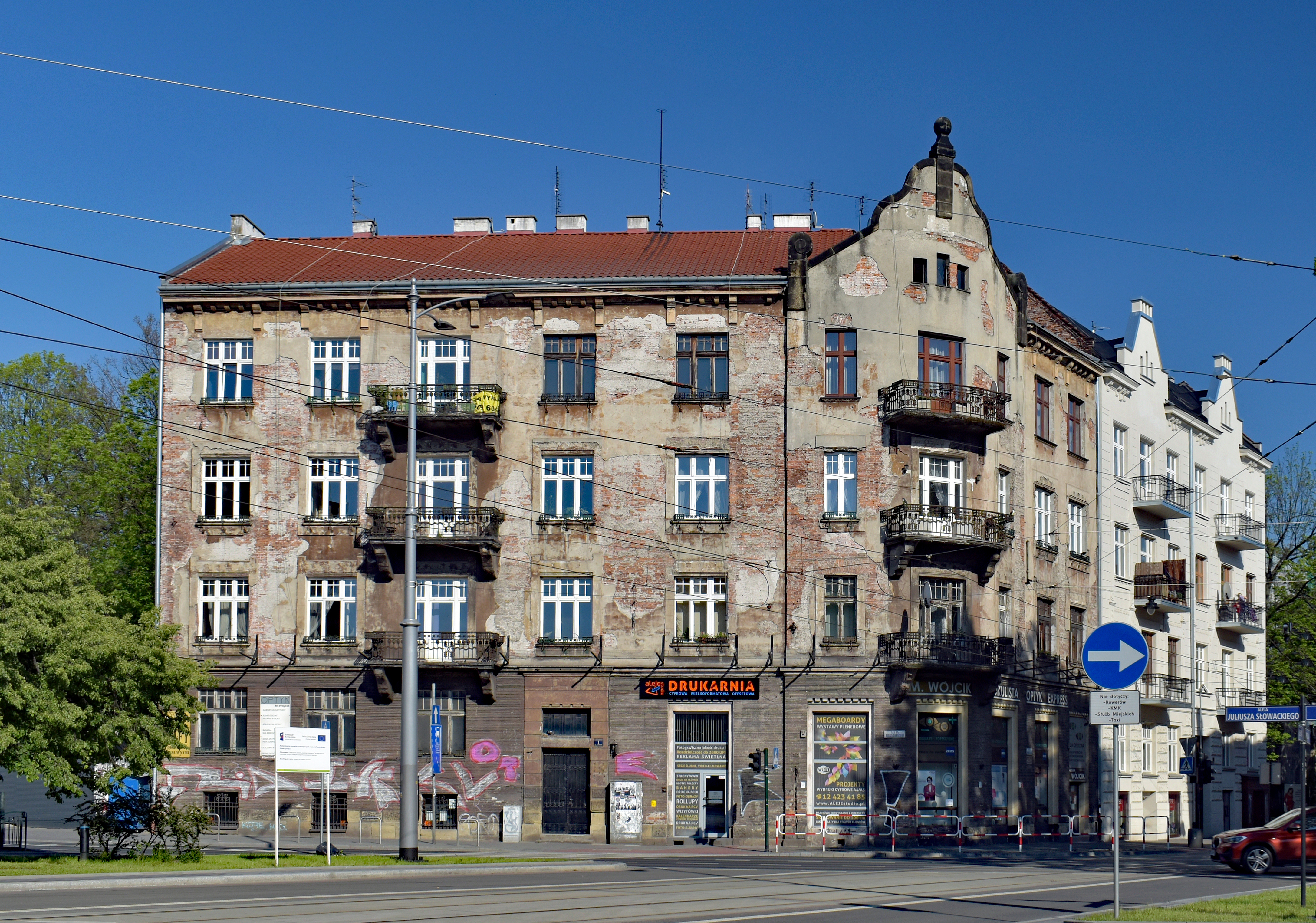
al. Słowackiego 1 (ul. Karmelicka 59) Kamienica czynszowa (1908)
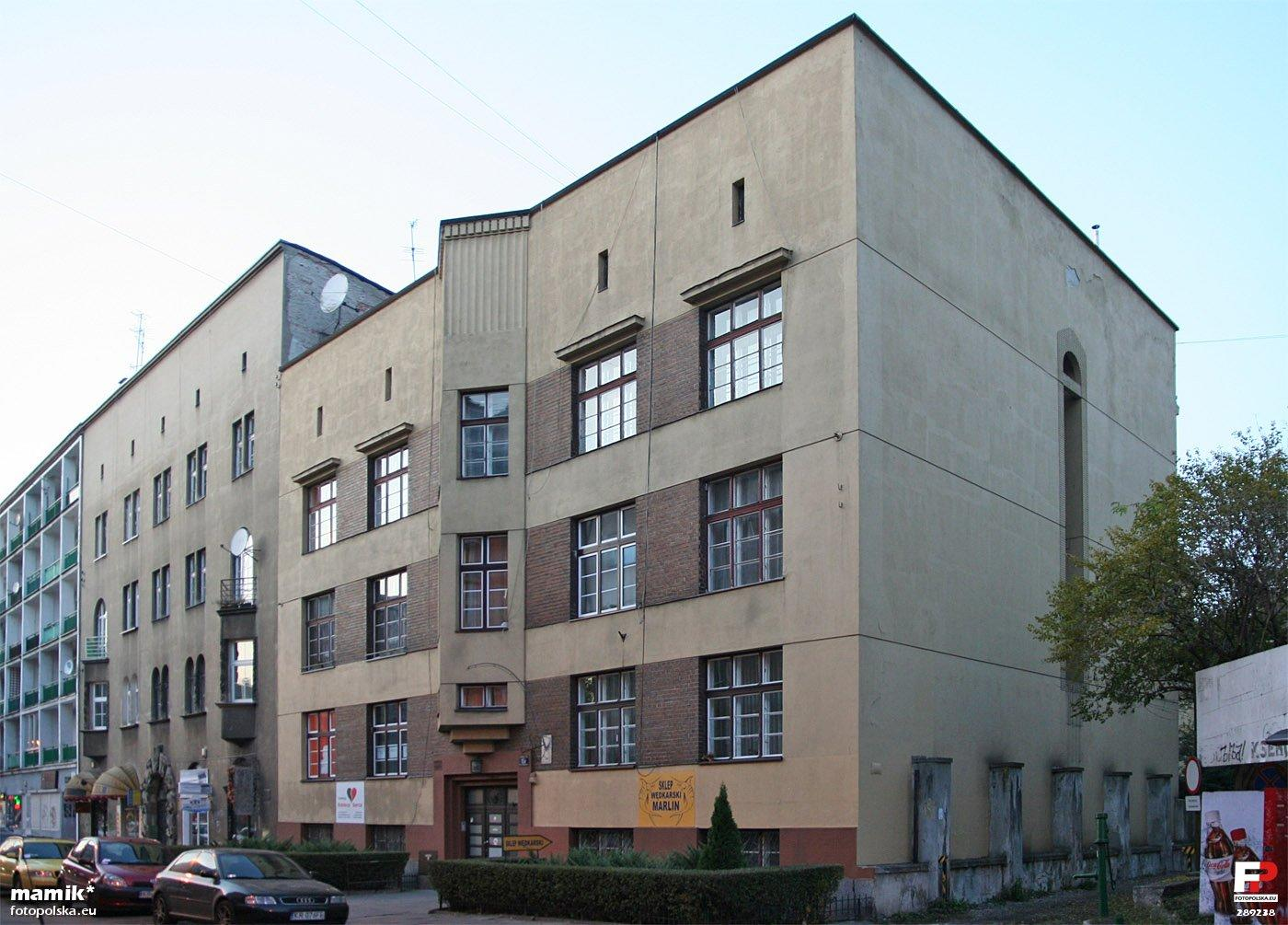
Kamienica na ul. Lea 15